# Heir apparent
Heir apparent (dt. etwa unmittelbarer Erbe, im Pl. heirs apparent) ist im anglo-amerikanischen Recht die Bezeichnung für einen voraussichtlichen, rechtmäßigen Erben, wenn nicht die Möglichkeit besteht, dass dieser noch durch die Geburt eines Erben mit höherrangigem Recht aus seiner Stellung verdrängt werden könnte. Er kann seine Stellung nur dadurch verlieren, dass er vor dem Erblasser stirbt oder er von diesem durch besonderen Rechtsakt enterbt wird. Dies unterscheidet den heir apparent vom heir presumptive, bei dem es noch möglich ist, dass er durch die spätere Geburt eines anderen Kindes auf einen niedrigeren Rang in der Erbfolge verdrängt wird.
Besondere Bedeutung hat der Status des heir apparent für britische Thronanwärter oder Erben britischer Adelstitel (Peers und Baronets). Anders als im restlichen Europa ist Titelinhaber jeweils nur eine Person. Dessen Ehepartner und Kinder führen lediglich Höflichkeitstitel oder -anreden. Heir apparent ist dort ausschließlich der stammälteste lebende agnatische Nachkomme des jeweiligen Titelinhabers. Soweit kein solcher existiert, wird der ansonsten nächstberechtigte Erbe – etwa eine Tochter oder soweit für den Titel die weibliche Erbfolge ausgeschlossen ist, der nächste männliche Verwandte etc. – als heir presumptive bezeichnet. Der heir presumptive kann aus seinem Status als Erster in der Erbfolge verdrängt werden, falls der Erblasser einen legitimen Sohn bekommt. Ob dies unwahrscheinlich oder gar biologisch unmöglich sein mag, ist für den rechtlichen Status irrelevant.